# Pic des bambous
Gecinulus viridis
Espèce
Statut de conservation UICN

 LC  : Préoccupation mineure
Synonymes
- Gecinulus grantia viridis

Le Pic des bambous (Gecinulus viridis) est une espèce d'oiseau de la famille des Picidae, dont l'aire de répartition s'étend sur la Birmanie, le Laos, le Viêt Nam, la Thaïlande et la Malaisie.
C'est une espèce monotypique. Certains auteurs, considèrent qu'il s'agit d'une sous-espèce de Gecinulus grantia.